# Веселовський Ярослав
Веселовський Ярослав (20 лютого 1881, Молодятин — 21 червня 1917, Віллішгоф) — український поет, прозаїк, перекладач, критик, журналіст, громадсько-політичний і культурний діяч. Псевдоніми і криптоніми: Охрім Бодяк, Олег Сартр, Олег Сатир, Ярослав Громовий; В., О. Б., ОС., Я. В., Яр. Вес., Яр. В-ський, В-й Яр. та ін.

## Біографія
Народився 20 лютого 1881 р. у с. Молодятині (нині Коломийського р-ну Івано-Франківської області). Навчався у Коломийській гімназії[яка?], на юридичному факультеті Львівського університету. Редагував тижневик «Поступ» (1902—1904, м. Коломия), газету «Буковина» (1904—1906, м.Чернівці), часопис "Письмо з «Просвіти» (м. Львів). У 1910—1911 рр. був відповідальним редактором газети «Діло».
1914—1917 — референт української і російської преси в МЗС Австро-Угорщини у Відні. Там підготував до друку календар «Просвіти» на 1915 рік, альманах «З кривавого року» (вийшов посмертно).
Член Загальної Української Ради з 5 травня 1915 року. У роки Першої світової війни виїхав до Відня. Був референтом у Міністерстві закордонних справ Австрії, віденським кореспондентом газети «Діло». Був заступником голови Товариства ім. І. Котляревського. Помер 21 червня 1917 р. у м. Віллішгоф поблизу Відня (Австрія).

## Окремі твори
- Веселовський Я. Воздушними шляхами. Розвідка. — Львів, 1907. — 32 с.